# این همه شوهر
این همه شوهر (انگلیسی: Too Many Husbands) فیلمی در ژانر کمدی به کارگردانی وسلی راگلز محصول سال ۱۹۴۰ کشور ایالات متحده آمریکا است.

## بازیگران
- جین آرتور در نقش Vicky Lowndes
- فرد مک‌موری در نقش Bill Cardew
- ملوین داگلاس در نقش Henry Lowndes
- هری دونپورت در نقش George, Vicky's father
- دورتی پیترسون در نقش Gertrude Houlihan, Henry's secretary
- ملویل کوپر در نقش Peter, the Lowndes' butler
- ادگار بیوکانان در نقش Detective Adolph McDermott
- Tom Dugan در نقش Lieutenant Sullivan